# Gonomyia basispinosa
Gonomyia basispinosa är en tvåvingeart som beskrevs av Alexander 1937. Gonomyia basispinosa ingår i släktet Gonomyia och familjen småharkrankar. Inga underarter finns listade i Catalogue of Life.